# Lionnel Franck Djimgou Tchoumbou
Lionnel Franck (Yaundé, Camerún, 27 de marzo de 1989) es un futbolista camerunés con pasaporte español. Juega de delantero y su actual equipo es el Xerez CD de la Primera División de España.

## Trayectoria
Comenzó su carrera de 1999 en el Valencia CF y se marchó en 2001 al Real Madrid, jugó 7 años en la cantera del Madrid. En julio de 2008 se marchó al Xerez CD, que lo cedió en agosto de 2008 por un año al CD San Fernando.
Su paso por el CD San Fernando fue muy negativo ya que comenzó haciendo un hat trick en su debut, pero después se vino abajo y solo fue capaz de anotar 1 gol más en toda la temporada. Acabando así con 4 goles en 12 partidos de los cuales solo fue titular en 4. Además el equipo acabó descendiendo a Tercera División, lo que suponía la desaparición del CD San Fernando.
En verano del 2009 volvió al Xerez CD en Primera División con la esperanza de hacerse un hueco en el equipo aunque en el club no cuentan con él para esta temporada.

## Selección
Lionnel Franck ha debutado con la selección de sub-20 de Camerún.

## Clubes
| Club                     | Temporada | Categoría        | Partidos | Goles |
| ------------------------ | --------- | ---------------- | -------- | ----- |
| Real Madrid C            | 2007-2008 | Tercera División | 10       | 3     |
| CD San Fernando (Cedido) | 2008-2009 | Segunda B        | 12       | 4     |
| Xerez CD                 | 2009-2010 | Primera División | -        | -     |

- Datos: Q6555882